# Наджи, Женевьева
Женевьева Наджи (англ. Genevieve Nnaji; род. 3 мая 1979 года) — нигерийская актриса, модель и певица, получившая в 2005 году награду Африканской Киноакадемии «Лучшая актриса».

## Биография
Выросла в Лагосе, экономической столице Нигерии. Была четвёртой из восьми детей, её семья относилась к среднему классу: отец был инженером, мать — учительницей. После окончания школы Женевьева поступила в Университет Лагоса.

### Актёрская карьера
Ещё в 8 лет Женевьева начала сниматься в тогда популярной мыльной опере «Ripples». Также появлялась в рекламных роликах напитка «Pronto», моющего средства «Omo» и др. В 1998 году в возрасте 19 лет снялась в фильме «Most Wanted», а позднее — в «Last Party», «Mark of the Beast» и «Ijele».
Получила ряд наград, в том числе City People Awards (2001) и Африканской киноакадемии (2005).
В 2004 году подписала контракт с ганской компанией звукозаписи и издала альбом. В 2008 выпустила линию одежды «St. Genevieve», часть доходов от которой идёт на благотворительность.

## Фильмография
- 30 Days
- Above Death
- Above the Law
- Agbako
- Age Of My Agony
- Agony
- Battleline
- Blood Sisters
- Break Up
- Broken Tears
- Bumper To Bumper
- Butterfly
- By His Grace
- Camourflage
- Caught In The Act
- Church Business
- Confidence
- Could This Be Love
- Critical Decision
- Dangerous Sisters
- Day of Doom
- Deadly Mistake
- Death Warrant
- Emergency Wedding
- Emerald
- For Better For Worse
- Formidable Force
- Games Women Play
- Girls Cot
- Goodbye Newyork
- God Loves Prostitutes
- He Lives In Me
- Honey
- Ijele
- Into Temptation
- Jack Knife
- Jealous Lovers
- Keeping Faith
- Last Weekend
- Late Marriage
- Letter to a Stranger
- Love
- Love Affair
- Love Boat
- Man of Power
- More Than Sisters
- Never Die For Love
- Not Man Enough
- Passion And Pain
- Passions
- Player
- Power Of Love
- Power Play
- Private Sin
- Prophecy
- Rip Off
- Rising Sun
- Runs
- Secret Evil
- Sharon Stone
- Sharon Stone In Abuja
- Stand By Me
- Super Love
- Sympathy
- The Chosen One
- The Coming of Amobi
- The Rich Also Cry
- The Wind
- Treasure
- Two Together
- U Or Never
- Unbreakable
- Valentino
- Warrior’s Heart
- Women Affair